# 1964년 동계 올림픽 오스트레일리아 선수단
1964년 동계 올림픽 오스트레일리아 선수단은 오스트리아 인스브루크에서 개최된 1964년 동계 올림픽에 참가한 올림픽 오스트레일리아 선수단이다. 총 다섯 명의 선수가 알파인스키 한 종목에 출전하였으나 메달권 진입에는 실패하였다.
오스트레일리아 선수단 중 스키 종목에 출전하려던 로스 밀린 선수와 루지 종목에 출전하려던 폴란드 태생의 카지미에시 카이스크시페츠키 선수가 연습 도중에 사망하는 사고가 벌어지기도 했다. 이에 대회 개막식에서 이들을 추모하기 위한 묵념이 진행되었다. 또 알파인스키 활강 종목에 출전하려던 피터 브로크오프 선수는 "나의 소중한 친구를 잃은 이 코스에서 쉽게 경기에 나설 수 있진 못할 것 같다"면서 경기 불참을 선언했다. 다만 피터 웬젤 선수와 사이먼 브라운 선수가 대신 출전하면서 체면은 살렸다.

## 알파인스키
활강 종목에서 피터 브로크오프 선수는 출전을 포기하였으나 사이먼 브라운 선수와 피터 웬젤 선수는 출전하였다.
남자
| 선수            | 종목   | 예선    | 예선 | 예선    | 예선 | 결선      | 결선      | 결선      | 결선      | 결선      | 결선      |
| 선수            | 종목   | 1차     | 순위 | 2차     | 순위 | 1차       | 순위      | 2차       | 순위      | 종합      | 순위      |
| --------------- | ------ | ------- | ---- | ------- | ---- | --------- | --------- | --------- | --------- | --------- | --------- |
| 사이먼 브라운   | 활강   | 빈칸    | 빈칸 | 빈칸    | 빈칸 | 빈칸      | 빈칸      | 빈칸      | 빈칸      | 2:44.07   | 61        |
| 사이먼 브라운   | 대회전 | 빈칸    | 빈칸 | 빈칸    | 빈칸 | 빈칸      | 빈칸      | 빈칸      | 빈칸      | 2:12.61   | 51        |
| 사이먼 브라운   | 회전   | 1:06.83 | 58   | 1:05.88 | 44   | 진출 실패 | 진출 실패 | 진출 실패 | 진출 실패 | 진출 실패 | 진출 실패 |
| 피터 웬젤       | 활강   | 빈칸    | 빈칸 | 빈칸    | 빈칸 | 빈칸      | 빈칸      | 빈칸      | 빈칸      | 2:55.58   | 68        |
| 피터 웬젤       | 대회전 | 빈칸    | 빈칸 | 빈칸    | 빈칸 | 빈칸      | 빈칸      | 빈칸      | 빈칸      | 2:27.72   | 68        |
| 피터 웬젤       | 회전   | 1:08.68 | 63   | 1:10.25 | 49   | 진출 실패 | 진출 실패 | 진출 실패 | 진출 실패 | 진출 실패 | 진출 실패 |
| 피터 브로크오프 | 대회전 | 빈칸    | 빈칸 | 빈칸    | 빈칸 | 빈칸      | 빈칸      | 빈칸      | 빈칸      | 2:18.68   | 62        |
| 피터 브로크오프 | 회전   | 1:05.32 | 55   | 1:04.58 | 42   | 진출 실패 | 진출 실패 | 진출 실패 | 진출 실패 | 진출 실패 | 진출 실패 |

여자
| 선수            | 종목   | 1차                | 1차                | 2차                | 2차                | 종합               | 종합               | 종합               |
| 선수            | 종목   | 시간               | 순위               | 시간               | 순위               | 시간               | 격차               | 순위               |
| --------------- | ------ | ------------------ | ------------------ | ------------------ | ------------------ | ------------------ | ------------------ | ------------------ |
| 주디 포러스     | 활강   | 빈칸               | 빈칸               | 빈칸               | 빈칸               | 2:13.83            | +18.44             | 42                 |
| 주디 포러스     | 대회전 | 빈칸               | 빈칸               | 빈칸               | 빈칸               | 2:17.36            | +25.12             | 40                 |
| 주디 포러스     | 회전   | 경기를 마치지 못함 | 경기를 마치지 못함 | 경기를 마치지 못함 | 경기를 마치지 못함 | 경기를 마치지 못함 | 경기를 마치지 못함 | 경기를 마치지 못함 |
| 크리스틴 스미스 | 활강   | 빈칸               | 빈칸               | 빈칸               | 빈칸               | 2:03.82            | +8.43              | 27                 |
| 크리스틴 스미스 | 대회전 | 빈칸               | 빈칸               | 빈칸               | 빈칸               | 경기를 마치지 못함 | 경기를 마치지 못함 | 경기를 마치지 못함 |
| 크리스틴 스미스 | 회전   | 58.09              | 30                 | 65.58              | 27                 | 2:03.67            | +33.81             | 28                 |

## 참고 자료
- (영어) “Australia at the 1964 Innsbruck Winter Games”. SR/Olympic Sports. 2012년 12월 7일에 원본 문서에서 보존된 문서. 2011년 10월 11일에 확인함.